# Pelikan mały
Pelikan mały (Pelecanus rufescens) – gatunek dużego ptaka wodnego z rodziny pelikanów (Pelecanidae). Nie wyróżnia się podgatunków.
MorfologiaDługość ciała 125–132 cm; rozpiętość skrzydeł 216–290 cm; długość dzioba 29–38 cm; masa ciała 3,9–7 kg. Biały, końce skrzydeł czarne. Dziób różowy. Obwódka oka bladożółta. Kończyny różowawe. Samice podobne do samców, ale nieco mniejsze.
WystępowanieAfryka Subsaharyjska, zachodnie i południowo-zachodnie wybrzeże Półwyspu Arabskiego; populacja z Madagaskaru prawdopodobnie wymarła. Migracje na obszarze zasięgu występowania związane są z deszczami (powodującymi powstanie czasowych zbiorników wodnych) i dostępnością pokarmu.

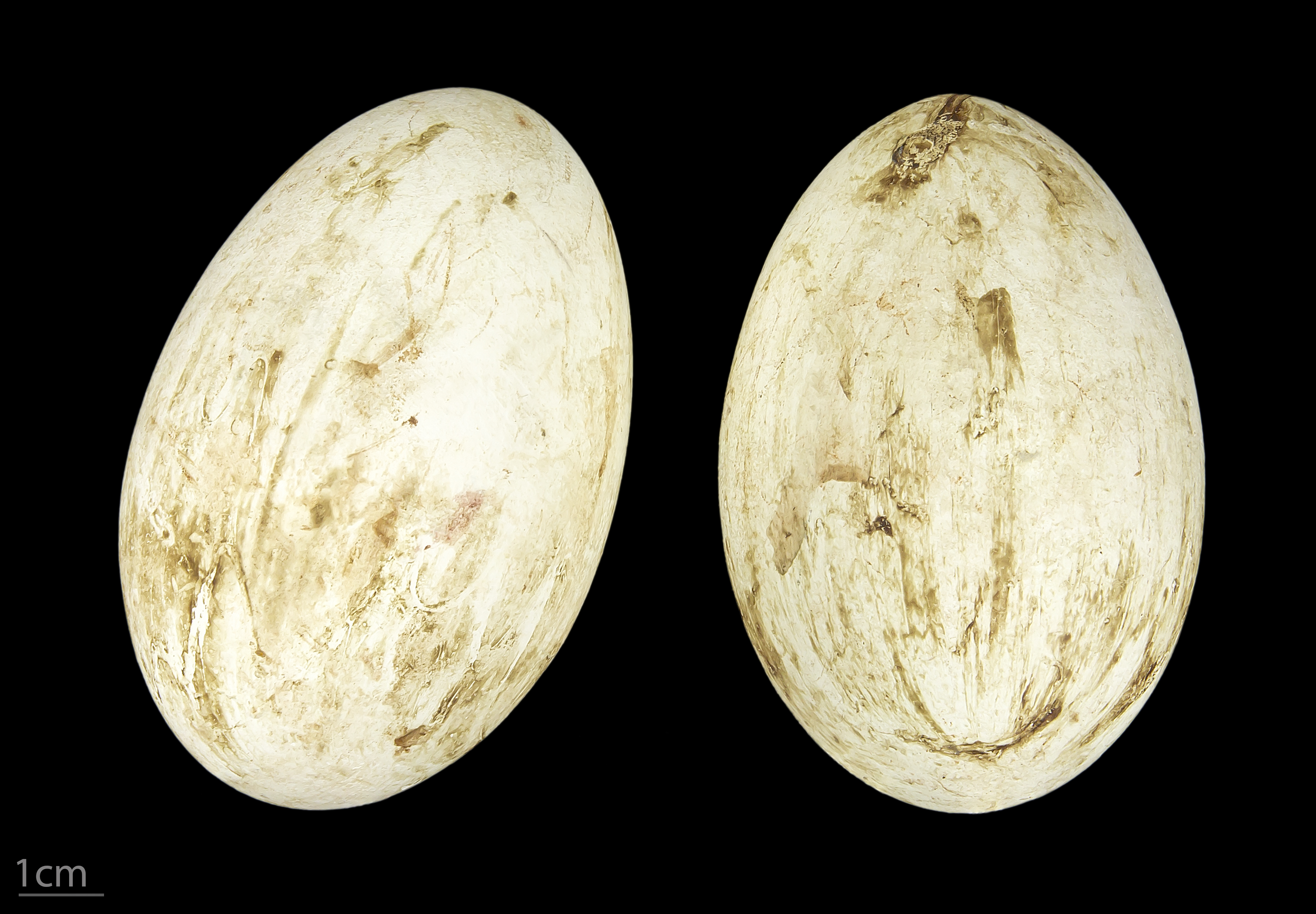
Jaja z kolekcji muzealnej

EkologiaWystępuje w bardzo różnorodnych środowiskach wodnych, takich jak jeziora słodkowodne, bagna, rzeki, sezonowe stawy, może też występować na jeziorach alkalicznych i słonych, w lagunach, czasem także wzdłuż wybrzeży w zatokach i estuariach; często odwiedza sztuczne zbiorniki wodne, tereny zalewane sezonowo czy terasy zalewowe w pobliżu ujść rzek. Odżywia się rybami, preferuje pielęgnicowate.
Gniazduje kolonijnie na drzewach, wśród trzcin lub na niskich krzewach wzdłuż cieków wodnych, ale także na ziemi na piaszczystych wyspach i w namorzynach. Samica składa 2–3 jaja, których inkubacja trwa około 30 dni. Pisklęta rodzą się nagie, ale wkrótce pokrywają się puchem. Ptaki osiągają dojrzałość płciową w wieku 3–4 lat.
StatusIUCN uznaje pelikana małego za gatunek najmniejszej troski (LC, Least Concern) nieprzerwanie od 1988 roku. Ze względu na brak istotnych zagrożeń i dowodów na spadki liczebności BirdLife International uznaje trend liczebności populacji za stabilny.